# J.D. Williams
Darnell 'J.D.' Williams (Newark (New Jersey), 22 mei 1978) is een Amerikaans acteur.

## Biografie
Williams werd geboren in Newark (New Jersey) waar hij de high school doorliep aan de Newark Arts High School.
Williams begon in 1994 met acteren in de film Death Riders, waarna hij nog meerdere rollen speelde in films en televisieseries. Hij is onder andere bekend van zijn rol als Kenny Wangler in de televisieserie Oz (1997-2000), en van zijn rol als Preston 'Bodie' Broadus in de televisieserie The Wire (2002-2006). Naast het acteren voor televisie trad hij van 2002 tot en met 2005 ook op in diverse R&B en hiphop videoclips.

## Filmografie

### Films
Uitgezonderd korte films.
- 2025 After Hours: The Movie - als D.C.
- 2024 Hidden Lies - als Dame
- 2024 The Hit Boys - als Dempsey
- 2024 The Probe - als Stink
- 2022 Scam City - als Valley
- 2020 Guns and Grams - als BK
- 2019 The Probe - als Stink
- 2018 Blood Brother - als Kayvon
- 2018 A Vigilante - als vriend van Charlene Jackson
- 2016 Guns and Grams - als BK
- 2014 Shelter - als drugsdealer
- 2014 Cymbeline - als politieagent als slachtoffer
- 2014 An American in Hollywood - als Dorian
- 2013 Casse-tête chinois - als barman
- 2012 Surviving Family - als Bobby
- 2012 Zoo - als Red
- 2011 After Hours: The Movie - als D.C.
- 2011 Shanghai Hotel - als Trump
- 2011 Happy New Year - als Jerome
- 2010 Code Blue - als Wicked
- 2009 Falling Awake - als D-Money
- 2007 4 Life - als Pooh
- 2005 Two Guns - als Bill
- 2002 Durdy Game - als kleine man
- 2002 Mr. Smith Gets a Hustler - als Abe
- 2001 Snipes - als J.D.
- 2001 Pootie Tang - als Froggy
- 1999 The 24 Hour Woman - als medewerker speelgoedwinkel
- 1994 Death Riders - als Buzz Saw

### Televisieseries
Uitgezonderd eenmalige gastrollen.
- 2023 Black Mafia Family - als J-Pusha - 3 afl.
- 2016-2022 Saints & Sinners - als Jabari - 38 afl.
- 2016 The Night Of - als Trevor Williams - 4 afl.
- 2016 Law & Order: Special Victims Unit - als rechercheur Anton Jefferson - 2 afl.
- 2010-2015 The Good Wife - als Dexter Roja - 6 afl.
- 2014 Black Box - als George - 3 afl.
- 2010-2011 Detroit 1-8-7 - als Pup Clemmons - 2 afl.
- 2007 The Kill Point - als mr. Cat / Marshall O'Brien jr. - 8 afl.
- 2002-2006 The Wire - als Preston 'Bodie' Broadus - 42 afl.
- 1997-2000 Oz - als Kenny 'Bricks' Wangler - 23 afl.

- Library of Congress Control Number: n2011047883
- MusicBrainz: d8b74bc1-923b-406f-a3f5-71e5fdeb18e1
- Virtual International Authority File: 172757537
- WorldCat: E39PBJqqxmHhFtFyb9dBdTVpyd